# آنخل کوره‌آ
آنخل مارتین کوره‌آ مارتینز (اسپانیایی: Ángel Correa‎؛ زادهٔ ۹ مارس ۱۹۹۵) بازیکن فوتبال اهل  آرژانتین  است که در پست مهاجم برای باشگاه اتلتیکو مادرید بازی می‌کند.
از باشگاه‌هایی که در آن بازی کرده‌است می‌توان به اتلتیکو مادرید و سن لورنزو اشاره کرد.

## عملکرد باشگاهی
او ۳۰۰ بازی برای باشگاه فوتبال اتلتیکو مادرید انجام داده‌است که از این حیث سومین خارجی در میان بازیکنان اتلتیکو مادرید در تعداد بازی است، همچنین او ۶۳ گل برای اتلتیکو مادرید به ثمر رسانده و به عنوان مهاجم هدف ذخیره نقش مهمی داشته‌است، همچنین وی افتخارات زیادی با  اتلتیکو مادرید کسب کرده‌است.

## تیم ملی
وی همچنین در تیم ملی فوتبال آرژانتین بازی می‌کند. او تا به اینجا ۱۷ بازی برای تیم ملی آرژانتین انجام داده و ۳ گل به ثمر رسانده است و سابقهٔ قهرمانی جهان با این تیم را دارد، وی همچنین در تیم‌های پایهٔ آرژانتین هم بازی کرده‌است.